# Cosmeodillo joliveti
Cosmeodillo joliveti är en kräftdjursart som beskrevs av Albert Vandel 1972. Cosmeodillo joliveti ingår i släktet Cosmeodillo och familjen Armadillidae. Inga underarter finns listade i Catalogue of Life.